# Zvole, Šumperk
Zvole là một làng thuộc huyện Šumperk, vùng Olomoucký, Cộng hòa Séc.